# Zhao Hailin
Zhao Hailin (chiń. 趙海林; ur. 20 maja 1977) – chiński zapaśnik w stylu klasycznym. Olimpijczyk z Sydney 2000, gdzie zajął czternaste miejsce w kategorii 130 kg.
Dwukrotny uczestnik mistrzostw świata, dziewiąty w 1999. Trzeci na igrzyskach azjatyckich w 1998. Najlepszy zawodnik igrzysk wschodniej Azji z 2001. Zdobył złoty medal na mistrzostwach Azji w 2000 i brązowy w 1999 roku.